# Thomas Gallus
Thomas Gallus ou Thomas de Saint-Victor ou Thomas de Verceil ou Vercellensis, est un théologien du XIIIe siècle né en France vers 1190, peut-être à Paris. Il meurt en décembre 1246 à Ivrée - d'autres auteurs indiquent des dates différentes, suivant une longue controverse sur ce point.

## Vie
Thomas appartient aux victorins de Saint-Victor avant 1218, date de la rédaction de ses Commentaires sur Isaïe. Ses travaux de Coordonances réelles sur la Bible datent aussi de cette époque. En 1218, de passage à Paris, le cardinal Jacques Guala Bicchieri (1150-1227), rentrant de sa légation en Angleterre (depuis 1216) et désireux de fonder un monastère à Verceil, emmène en vue de sa fondation quatre chanoines de Saint-Victor, dont Thomas. Sa présence est attestée en Italie à Saint-André de Verceil dès février 1219. Située dans la plaine du Pô, à mi-chemin entre Turin et Milan, elle fut construite grâce aux importants revenus issus de l'abbaye Saint-André de Chesterton, remerciement d'Henri III (roi d'Angleterre) que fit couronner Bichieri. Le monastère est en construction de 1219 et 1227, année de la mort du cardinal. Les victorins n'en seront administrateurs qu'en 1223. En 1224, Thomas est institué prieur de l'abbaye de Saint-André de Verceil (d'où son titre de Vercellensis). Comme les fonds ne manquaient pas elle fut achevée dès 1227, année même de la mort du cardinal. Sa renommée est telle qu'il attire la visite de Saint Antoine de Padoue et sans doute est-ce à cela que l'on doit l'influence qu'il a eue chez les franciscains (saint Bonaventure de Bagnoregio ou François de Meyronnes - notamment la description de l'ascension de l'âme vers Dieu qu'il décrit dans ses Commentaires sur Isaïe ou De septem gradibus contemplationis. 
L'œuvre de Thomas est celle d'un théologien mystique nourri de la doctrine de Denys (dans la traduction latine de Jean Sarrazin : Thomas ne connaît pas le grec). Sa doctrine se trouve au carrefour de Denys et de Richard de Saint-Victor.
Sa préoccupation première est de faciliter l'accès aux études de l'Écriture. Ainsi va-t-il compléter le travail d'Étienne Langton par la division en paragraphes à l'intérieur des chapitres. 
Dans ses extractio, il fait apparaître les lignes essentielles de la pensée, ou les idées essentielles de Denys l'Aréopagite.
Il influence encore au XIVe des chartreux ou l'école mystique anglaise. Son anti-intellectualisme le fait souvent citer ou inspirer les controverses de De la docte ignorance au XVe siècle.

## Œuvres
- Commentaire sur le Cantique des Cantiques (1223)
- Glossæ in cælestem hierarchiam Denys (1224) Bibliothèque Mazzarine, Ms. 715
- De septem gradibus contemplationis (1224) Paru au sein des œuvres de saint Bonaventure.
- Gloses sur la théologie mystique (1232) Vienne Nat., Ms. 574 ; Besançon, Ms. 167.
- Comment. in Cantica canticorum (1237) Deuxième commentaire, dont aucun manuscrit n'a été retrouvé.
- Extractio (1238), Anthologie des livres de Denys, dans traduction de Jean Sarrazin.
- Explanatio in mysticam thologiam (1241)
- Explanatio de divinis nominibus (1242)
- Explanatio de cælestis hierarchia (1243)
- Commentaire sur le Cantique des Cantiques Troisième commentaire. Oxford, Ms. Balliol coll. 21 ; Bold. Laud. Misc. 313 ; Vienne, Nat. 695.
- Explanatio in ecclesiasticam hierarchiam (1244) Oxford, Ms.  Merton coll. 69 ; Vienne, Nat. 695.
- Tractatus de contemplatione (après 1244) Ms. Klosterneuburg Ms. 1128 ; Oxford, Ms.  Merton coll. 69 ; Vienne, Nat. 695.

Attributions fautives
- Commentaire du Cantique des cantiques, in PL t. CCVI, col. 18-286 est en fait du cistercien Thomas de Vaucelles écrit entre 1173 et 1189.